# نئارخوس
نئارخوس (به یونانی: Νέαρχος) (حدود ۳۶۰–۳۰۰ پیش از میلاد) یکی از سرداران اسکندر و سرکردهٔ نیروی دریایی او بود.
او بیشتر به خاطر سفر دریایی مشهور خود که از رود سند آغاز شد، از طریق خلیج فارس ادامه یافت و در دهانه رود دجله پس از لشکرکشی هند اسکندر مقدونی در سال‌های ۳۲۶ تا ۳۲۴ پیش از میلاد به پایان رسید، شناخته شده است.
شرح سفر دریایی او از پاکستان فعلی تا شوش را آریان در کتاب ایندیکا آورده است.

## اوایل زندگی و تبعید
نئارخوس که اصالتاً اهل لاتو در کرت و پسر آندروتموس بود، خانواده‌اش در زمان سلطنت فیلیپ دوم (احتمالاً پس از تصرف آمفیپولیس در ۳۵۷ پیش از میلاد) در آمفیپولیس مقدونیه ساکن شدند. نئارخوس تقریباً به‌طور قطع از اسکندر بزرگتر بود، همان‌طور که بطلمیوس یکم سوتر، اریگیوس و دیگر «دوستان دوران کودکی» اسکندر نیز بزرگتر بودند. او همراه با بطلمیوس، اریگیوس، لائومدون و هارپال، یکی از مربیان اسکندر به‌شمار می‌رفت و به دلیل ماجرای پیکسوداروس توسط فیلیپ تبعید شد. محل تبعید آنها مشخص نیست، اما پس از مرگ فیلیپ و به قدرت رسیدن اسکندر به کشور بازگردانده شدند.

## فتح و نقش در لشکرکشی‌ها
پس از بازگشت از تبعید، این افراد مورد احترام فراوان قرار گرفتند. نئارخوس در سال ۳۳۴/۳ پیش از میلاد به عنوان ساتراپ لیکیه و پامفیلیه منصوب شد که یکی از اولین انتصابات ساتراپی اسکندر بود. محاصره دریایی ناوگان‌های ایرانی توسط نئارخوس که دریای اژه را تهدید می‌کردند، در فتح فنیقیه، مصر و بابل توسط اسکندر موفقیت‌آمیز بود. در سال ۳۲۸ پیش از میلاد، او از سمت خود برکنار شد و در باختر (بلخ) (شمال افغانستان) به اسکندر پیوست و نیروهای کمکی را با خود آورد. پس از محاصره آئرنوس در ایالت خیبر پختونخوا کنونی پاکستان، نئارخوس در رأس یک مأموریت شناسایی فرستاده شد تا به ویژه دربارهٔ فیل‌ها اطلاعاتی کسب کند.

## سفر دریایی رود سند
در سال ۳۲۶ پیش از میلاد، نئارخوس به عنوان دریاسالار ناوگانی که اسکندر در هیداسپس ساخته بود، منصوب شد. مسئولیت مالی ساخت این کشتی‌ها بر عهده نئارخوس بود. استرابو روایت می‌کند که رشته کوه هیمالیای امودوس نزدیک محل ساخت ناوگان در نزدیکی تاکسیلا قرار داشت و مقادیر زیادی الوار صنوبر، کاج و سرو را فراهم می‌کرد. در ابتدا، ناوگان در رود هیداسپس مانند یک رژه نظامی پیروزمندانه پیش می‌رفت و کاروان خشکی از نیروهای اصلی مسلح اسکندر، شامل سواره‌نظام، فیل‌ها و قطارهای غنیمتی، آن را همراهی می‌کردند. در محل تلاقی رودخانه‌های آسسین و سند، اسکندر شهری به نام اسکندریه-روی-سند را تأسیس کرد و آن را به ساتراپی وخش‌ارد (پدر روشنک (همسر اسکندر)) واگذار کرد و آن را با سربازان تراکیان پر کرد.

### توقف برای تعمیر و ادامه سفر در سند
در جریان سفر دریایی اسکندر در رود سند، برخی از کشتی‌ها آسیب دیدند و نئارخوس دستور گرفت تا برای نظارت بر تعمیرات باقی بماند و سپس به ادامه مسیر بپردازد. این موضوع شاید نشان‌دهنده دانش او در زمینه کشتی‌سازی باشد، اما قطعاً او تنها فرد ماهر در این زمینه نبوده است. این سفر در رود سند از سال ۳۲۶ تا ۳۲۵ پیش از میلاد به طول انجامید و منجر به تصرف شهرهای بومی هند شد. هنگامی که مقدونی‌ها به پاتالا (بهمن‌آباد کنونی در سند پاکستان) رسیدند، نئارخوس آماده شد تا ۱۷ تا ۲۰ هزار نفر را برای یک سفر اکتشافی به خلیج فارس رهبری کند، در حالی که اسکندر از طریق صحرای گدروزیا به مسیر خود ادامه داد. نئارخوس تنها افسر دریایی یونانی نبود که سفری در رود سند را دنبال کرده بود؛ هرودوت نقل می‌کند که اسکیلاکس کاریاندایی نیز به دستور داریوش بزرگ چنین سفری را انجام داده بود.

## فرماندهی ناوگان و تألیف «ایندیکه»
نئارخوس فرماندهی ناوگان را برای سفر از سند به خلیج فارس بر عهده داشت که جزئیات آن را به دقت ثبت کرد (و آرین از آن به‌طور گسترده در «ایندیکا» خود استفاده کرد). با وجود اینکه او دریاسالار و فرمانده ناوگان بود، اما دریانوردی عالی مورد نیاز نبود و مسئولیت‌های دریایی بر عهده اونیسیکریتوس بود. نئارخوس داستان سفر اکتشافی خود را در اثری مکتوب به نام «ایندیکه» گردآوری کرد که اکنون از بین رفته است، اما بخشی از محتوای «ایندیکا» آرین و «جغرافیا» استرابو را تشکیل می‌دهد. این اثر احتمالاً شامل دو بخش بوده است: یکی به جزئیات مرزها، اندازه، جمعیت، طبقه‌ها، جانوران، گیاهان، فرهنگ‌ها و ارتش‌های هند می‌پرداخته و دیگری سفر بازگشت او به سمت بابل را شرح می‌داده است. نئارخوس، طبق روایت آرین، توضیح داده است که چگونه کالاهایی مانند برنج، نیشکر و پارچه‌ها و منسوجات پنبه‌ای در دره سند کشت، تولید و مبادله می‌شدند.

## سفر در خلیج فارس
نئارخوس سفر خود را از پاتالا آغاز کرد، هرچند باران‌های موسمی و بادهای شدید رسیدن او به دریای عرب را به تأخیر انداخت. برای گذراندن هوای نامساعد، ناوگان مقدونی در نزدیکی دهانه رود سند و آرابیوس اردو زدند و دیوارهای سنگی برای استحکام در برابر بومیان متخاصم ساختند و از آب شور، صدف سیاه، و تیغ‌ماهی تغذیه کردند. پس از ۲۴ روز، نئارخوس به بندر مورون‌توبارا (جزیره مانورا در نزدیکی کراچی کنونی پاکستان) ادامه داد. آرین دربارهٔ مورون‌توبارا می‌نویسد که بندرگاهی وسیع، دایره‌ای، عمیق و آرام با ورودی باریک بود که بومیان آن را «استخر بانوان» می‌نامیدند. آنها پس از عبور از صخره‌های خطرناک و گذر از جزیره‌ای در سمت چپ خود، به دهانه رود آرابیس رسیدند که بندرگاه بزرگی داشت اما آب آشامیدنی نداشت و مجبور شدند برای یافتن آب، چهل کیلومتر به داخل خشکی بروند.

## ادامه سفر و ورود به کارمانیا
در مورون‌توبارا، لئوناتوس (یکی از ژنرال‌های اسکندر) اوریتی‌های محلی را شکست داده و آذوقه‌ای را برای ناوگان نئارخوس فراهم کرده بود. نئارخوس پس از تجدید قوا، به رود هنگول (در مکران، بلوچستان) رسید و جمعیت بومی را نابود کرد. او به سرزمین ایکتیوفاگوی ("ماهی‌خواران") که در منطقه ساحلی خشک مکران، بین دریای عرب و صحرای گدروزیا زندگی می‌کردند، رسید و بندر باگیسارا (بندر اورماره کنونی) را کشف کرد. در مرحله بعدی سفر، نئارخوس و ناوگانش ابتدا در کولتا، سپس کالیما (کلات)، کارنین (جزیره آستولا)، کیسا و موسارنا پناه گرفتند. در موسارنا، یک ملوان گدروزی به ناوگان آنها پیوست و آنها را به گوادر هدایت کرد، جایی که نخل خرما و باغ‌هایی یافتند. آنها شهر چاه بهار را غارت کردند و ناوگان را در دماغه ای به نام باگیا که به خدای خورشید اختصاص داشت، لنگر انداختند. نئارخوس به سمت خلیج فارس در تنگه هرمز ادامه داد. پس از ماجراهای بسیار، نئارخوس به کارمانیا در جنوب ایران رسید و پس از عبور اسکندر از صحرای گدروزیا، با او ملاقات کرد. در اینجا آنها مشاهده کردند که این منطقه به خوبی با غلات، مو و درختان (به جز درخت زیتون که مورد علاقه یونانیان بود) کشت شده بود. در تنگه هرمز، نئارخوس و اونیسیکریتوس شبه‌جزیره عمان در عربستان را دیدند، اما به آنجا نرفتند. عمان قبل از فتح اسکندر، ساتراپی امپراتوری هخامنشی بود. نئارخوس ظاهراً اولین فرمانده یونانی بود که از بحرین، که یونانیان آن را تیلوس می‌نامیدند، بازدید کرد. بازدید او نقطه آغازین گنجاندن بحرین در جهان هلنیستی بود. مقدونی‌ها از بسیاری از بنادر در خلیج فارس از جمله هرمزیه، جزیره قشم، راس بوستانه، جزیره قیس، بند نخیل، جزیره لازه (جایی که با صیادان مروارید روبرو شدند)، دماغه بندر شیعه، نای بند، کنگان، رود مند، بوشهر، رود دشت پلنگ، جزیره شیف و رود مارون بازدید کردند. آنها سرانجام در سال ۳۲۴ پیش از میلاد به دهانه رود دجله رسیدند. پس از رسیدن به رود دجله، نئارخوس تا فرات پیش رفت و سپس بازگشت تا در اوایل سال ۳۲۴ پیش از میلاد در شوش به اسکندر بپیوندد. او و اونیسیکریتوس برای اقداماتشان دیهیم طلایی دریافت کردند. نئارخوس با دختر بارسین و منتور ازدواج کرد و تاجی به عنوان قدردانی از تلاش‌هایش دریافت کرد. سپس ناوگان را به بابل برد، جایی که هشدار کلدانیان را به اسکندر داد که وارد شهر نشود.